# I Do (Cherish You)
"I Do (Cherish You)" é uma canção de Mark Wills, regravada pelo grupo estadunidense 98 Degrees, como seu quarto single do álbum, 98 Degrees and Rising. A canção alcançou o 4° lugar no Billboard Adult Contemporary. O single também faz parte da trilha sonora do filme Um Lugar Chamado Notting Hill.

## Vídeo clipe
O vídeo clipe mostra cada integrante do grupo namorando uma mulher interpretada por Ali Landry. Durante o vídeo mostra cenas de cada um com ela e a propondo em casamento. No final do vídeo estão todos preparados para o casamento quando de repente a vêem saindo da igreja com outro homem interpretado por Dustin Diamond e descobrem que cada um estava namorando a mesma mulher e saem indignados. "I Do (Cherish You) foi o primeiro e único clipe dos 98 Degrees a participar do Making the Video da MTV.

## Lista de faixas e formatos
| Single padrão  |                                                   |         |  |
| N.º            | Título                                            | Duração |  |
| 1.             | "I Do (Cherish You)" (Album Version)              | 3:43    |  |
| 2.             | "I Do (Cherish You)" (Love To Infinity Radio Mix) | 3:27    |  |
| Duração total: | Duração total:                                    | 6:70    |  |

| Maxi single alemão |                                                    |         |  |
| N.º                | Título                                             | Duração |  |
| 1.                 | "I Do (Cherish You)" (Radio Edit)                  | 3:45    |  |
| 2.                 | "I Do (Cherish You)" (Love To Infinity Radio Mix)  | 3:31    |  |
| 3.                 | "I Do (Cherish You)" (Love To Infinity Master Mix) | 5:35    |  |
| 4.                 | "I Do (Cherish You)" (Hex Hector Dance Mix)        | 3:04    |  |
| Duração total:     | Duração total:                                     | 15:15   |  |

## Desempenho nas paradas
| Ano  | Paradas                      | Melhor posição |
| ---- | ---------------------------- | -------------- |
| 1999 | Billboard Hot 100            | 13             |
| 1999 | Billboard Pop Songs          | 7              |
| 1999 | Billboard Adult Contemporary | 4              |
| 1999 | Billboard Adult Pop Songs    | 36             |
| 1999 | Top 40                       | 9              |
| 1999 | Top 50 Singles               | 23             |
| 1999 | Single Top 100               | 79             |
| 2000 | Top 40 Singles               | 5              |